# Álbuns número um no Brasil em 2014

O álbum Supernova da banda de estreia Malta ficou sete semanas em primeiro lugar no Brasil.

Este anexo lista os álbuns número um no Brasil em 2014. Todos os rankings são pesquisados e compilados pela Nielsen com registros de vendas físicas no país e publicado semanalmente desde janeiro de 2014 pela Associação Brasileira de Produtores de Discos (ABPD), na parada "Brazil Albums" da Billboard.
O álbum que ficou mais tempo em número um no Brasil em 2014 foi a compilação de vários artistas, Sambas de Enredo 2014, lançado pela Universal Music. O álbum ficou onze semanas consecutivas em número um. O álbum foi certificado com Disco de Platina pelas 80 mil cópias vendidas no Brasil. O álbum Multishow Ao Vivo: Ivete Sangalo 20 Anos da cantora Ivete Sangalo foi o segundo a ficar a mais tempo em número um, no total de oito semanas consecutivas. Vendeu mais de 40 mil cópias, resultando em Disco de Ouro. O álbum Supernova dos estreantes da banda Malta, ficou em número um por sete semanas não consecutivas. Vendeu mais de 240 mil cópias, resultando em disco de 3x Platina para a banda.

## História da parada em 2014

2014 iniciou com a coletânea Natal em Família em número um por 3 semanas.

O álbum Multishow Ao Vivo: Ivete Sangalo 20 Anos de Ivete Sangalo ficou 8 semanas consecutivas em número um.

O álbum O Nosso Tempo É Hoje de Luan Santana ficou em número um por duas semanas.

O álbum Do Outro Lado da Moeda de Gusttavo Lima ficou em número um por quatro semanas consecutivas.

O álbum Coração a Batucar de Maria Rita ficou em número um por uma semana.

Todos os dados foram retirados da parada fornecida pela ABPD e Nielsen para a Billboard Biz durante o período de 2014.
| Data            | Álbum                                    | Artista(s)                |
| --------------- | ---------------------------------------- | ------------------------- |
| 4 de janeiro    | Natal em Família                         | Artistas da Som Livre     |
| 11 de janeiro   | Natal em Família                         | Artistas da Som Livre     |
| 18 de janeiro   | Natal em Família                         | Artistas da Som Livre     |
| 25 de janeiro   | Sambas de Enredo 2014                    | Vários Artistas           |
| 1 de fevereiro  | Sambas de Enredo 2014                    | Vários Artistas           |
| 8 de fevereiro  | Sambas de Enredo 2014                    | Vários Artistas           |
| 15 de fevereiro | Sambas de Enredo 2014                    | Vários Artistas           |
| 22 de fevereiro | Sambas de Enredo 2014                    | Vários Artistas           |
| 1 de março      | Sambas de Enredo 2014                    | Vários Artistas           |
| 8 de março      | Sambas de Enredo 2014                    | Vários Artistas           |
| 15 de março     | Sambas de Enredo 2014                    | Vários Artistas           |
| 22 de março     | Sambas de Enredo 2014                    | Vários Artistas           |
| 29 de março     | Sambas de Enredo 2014                    | Vários Artistas           |
| 5 de abril      | Sambas de Enredo 2014                    | Vários Artistas           |
| 12 de abril     | O Nosso Tempo É Hoje                     | Luan Santana              |
| 19 de abril     | O Nosso Tempo É Hoje                     | Luan Santana              |
| 26 de abril     | Do Outro Lado da Moeda                   | Gusttavo Lima             |
| 3 de maio       | Do Outro Lado da Moeda                   | Gusttavo Lima             |
| 10 de maio      | Do Outro Lado da Moeda                   | Gusttavo Lima             |
| 17 de maio      | Do Outro Lado da Moeda                   | Gusttavo Lima             |
| 24 de maio      | Trilha Sonora de Em Família              | Vários Artistas           |
| 31 de maio      | Trilha Sonora de Em Família              | Vários Artistas           |
| 7 de junho      | Faça-me Crer                             | Padre Reginaldo Manzotti  |
| 14 de junho     | Coração a Batucar                        | Maria Rita                |
| 21 de junho     | Multishow Ao Vivo: Ivete Sangalo 20 Anos | Ivete Sangalo             |
| 28 de junho     | Multishow Ao Vivo: Ivete Sangalo 20 Anos | Ivete Sangalo             |
| 5 de julho      | Multishow Ao Vivo: Ivete Sangalo 20 Anos | Ivete Sangalo             |
| 12 de julho     | Multishow Ao Vivo: Ivete Sangalo 20 Anos | Ivete Sangalo             |
| 19 de julho     | Multishow Ao Vivo: Ivete Sangalo 20 Anos | Ivete Sangalo             |
| 26 de julho     | Multishow Ao Vivo: Ivete Sangalo 20 Anos | Ivete Sangalo             |
| 2 de agosto     | Multishow Ao Vivo: Ivete Sangalo 20 Anos | Ivete Sangalo             |
| 9 de agosto     | Multishow Ao Vivo: Ivete Sangalo 20 Anos | Ivete Sangalo             |
| 16 de agosto    | Verdade, Uma Ilusão Tour 2012/2013       | Marisa Monte              |
| 23 de agosto    | Teorias de Raul                          | Zezé Di Camargo & Luciano |
| 30 de agosto    | Teorias de Raul                          | Zezé Di Camargo & Luciano |
| 6 de setembro   | Teorias de Raul                          | Zezé Di Camargo & Luciano |
| 13 de setembro  | Memórias Anos 80                         | César Menotti & Fabiano   |
| 20 de setembro  | Superstar - O Melhor do Top 10           | Vários Artistas           |
| 27 de setembro  | Memórias Anos 80                         | César Menotti & Fabiano   |
| 4 de outubro    | Memórias Anos 80                         | César Menotti & Fabiano   |
| 11 de outubro   | Supernova                                | Malta                     |
| 18 de outubro   | Supernova                                | Malta                     |
| 25 de outubro   | Supernova                                | Malta                     |
| 1 de novembro   | Supernova                                | Malta                     |
| 8 de novembro   | Supernova                                | Malta                     |
| 15 de novembro  | Supernova                                | Malta                     |
| 22 de novembro  | O Que É Que Eu Sou Sem Jesus             | Padre Alessandro Campos   |
| 29 de novembro  | O Que É Que Eu Sou Sem Jesus             | Padre Alessandro Campos   |
| 6 de dezembro   | Supernova                                | Malta                     |
| 13 de dezembro  | O Que É Que Eu Sou Sem Jesus             | Padre Alessandro Campos   |
| 20 de dezembro  | O Que É Que Eu Sou Sem Jesus             | Padre Alessandro Campos   |
| 27 de dezembro  | O Que É Que Eu Sou Sem Jesus             | Padre Alessandro Campos   |